# Imma Be
«Imma Be» —en español: «Voy a ser»— es una canción del grupo The Black Eyed Peas lanzado como un sencillo de su álbum The E.N.D. Al igual que el  sencillo anterior, combina los géneros de hip hop. La canción fue lanzada digitalmente en iTunes Estados Unidos, Canadá, Australia y Europa el 19 de mayo (17 de mayo en el Reino Unido) como parte de una "cuenta atrás" hasta el lanzamiento del disco. El siguiente sencillo promocional es «Alive» y luego «Meet Me Halfway».
La canción llegó a las radios el 15 de diciembre de 2009. "Imma Be" es el cuarto sencillo oficial en EE. UU. Pero en el resto de países en cambio se lanzó «Rock That Body».

## Video musical
El video fue filmado el 13 de enero de 2010. El clip muestra a Fergie usando calzado un diseñador BMW SR1000 Lobuntin un leotardo metalico negro y conduciendo una motocicleta. Los extras estaban vestidos como robots y nomadas como apl.de.ap en "Meet Me Halfway" fue filmado en una carretera desertica en Lancaster, California. la filmacion fue interrumpida por una tormenta de arena cuando paso la filmacion se reanudo. El video musical fue dirigido por Rich Lee fue filmado de forma consecutiva con el video de "Rock That Body" la segunda canción de "THE END" las dos canciones se mezclaron en un popurri que se titula "Imma Be Rocking That Body" la duración del popurri es de 8:15 y del video musical en total es de 10:21 que se estrenó en Vevo y Dipdive el 16 de febrero de 2010. Los videos fueron separados por los canales de musica con la introducción y conclusión eliminadas.

## Sinopsis
El video de "Imma Be Rocking That Body" comienza con los Black Eyed Peas en el estudio cuando will.i.am muestra una máquina recrea grabaciones de vocales de cantantes y una serie de conjunta de leteas escristas y una serie de muestras vocales después de que los otros miembros se protestan contra el uso del dispositivo. Fergie frustada sale del estudio se va en una motocicleta pero es atropellada por un automóvil.
El video de "Imma Be" comienza con Fergie después de su accidente despertando en una carretera en un desierto donde se da cuenta de que todo esta atascado en un bucle se levanta canta el primer verso seguida por un malvado robot gigante negro llega a un bar y encuentra a will.i.am que esta atascado en un bucle de servir su bebida ella silencia sus Beats y lo que lo hace detenerse se da cuenta de que el robot que lo hizo girar los esta siguiendo ambos se esconden mientras el robot los busca ambos se escapan en un aerodeslizador el robot los persigue pero se queda sin energía llegan a un deposito de chatarra donde encuentran apl.de.ap que también esta atascado en un bucle will.i.am lo golpea y lo hace detenerse apl.de.ap da vida a un buen robot blanco mientras excaban en la chatarra y encuentran a Taboo a quien le falta la mitad inferior de su cuerpo will.i.am y apl.de.ap lo cargan mientras encuentran un par de piernas caminando por el deposito de chatarra y lo arreglan rápidamente mientras apl.de.ap rapea su verso y los robots bailan de fondo y desaparecen dejando al robot malvado confundido

## Conflicto
El 19 de diciembre la banda alemana "Real Crystal Crew" robó y filtró en Internet parte de lo que sería en un futuro la versión oficial de la canción. Will.i.am denunció en un comunicado en su web oficial que tomaría medidas con respecto al robo del tema. Poco después la banda alemana volvió a publicar material inédito de la banda. La muestra que filtraron fue "Rockin' That Beatz" que posteriormente y después de varios retoques se convertiría en el primer sencillo Boom Boom Pow.

## Recepción crítica
Eric Henderson de Slant Magazine dijo: «"'Imma Be' comienza con una velocidad media, denominada "My Humps Redux", al principio de la estrofa de Fergie. Pero a medio camino, el ritmo sufre una actualización, el tiempo se acelera, los pulsos se hacen más funky, y antes de que usted lo sepa, will.i.am ha transformado una auto-parodia en un éxito de club... precisamente a un minuto y 30 segundos antes de que la pista termine. No se intenta sintetizar las dos mitades, sino que sólo aparecen como fragmentos que se unen para captar la atención colectiva."» Y agregó: «"La dialéctica sin conversación dentro de 'Imma Be' se repite hasta la saciedad durante todo el álbum entero."» PopMatters dio a la canción un comentario positivo: «"Las claves del álbum incluyen 'Imma Be', que a pesar de la repetición del título no menos de 105 veces, toma un camino muy interesante desde el hip-hop a la actitud del club de jazz a golpe jugueteo que se sostiene bien al repetirse tanta veces la misma frase"». Vibe Magazine, dijo que" Imma Be es la versión 3008 de "My Humps".

## Vídeo musical
El videoclip oficial fue dirigido por Rich Lee y se grabó de forma consecutiva con el video de "Rock That Body" en enero de 2010. 
Tanto el vídeo de "Imma Be" como el de "Rock That Body" se estrenaron el 16 de febrero en el canal de Vevo y Dipdive bajo el nombre de "Imma Be Rocking That Body", que es una fusión de los dos videos. 
El video comienza con los cuatro miembros del grupo en una sala y Will.i.am presenta una máquina que revolucionará el mundo de la música. Fergie descontenta con las propuestas sale del estudio enfadada y se monta en su moto BMW pero, al cruzar la calle, choca con una camioneta negra. 
A continuación se ve a Fergie tirada en el suelo en la misma calle donde se había caído en un tipo de desierto vestida con ropas futurísticas y empieza a sonar "Imma Be", ella a su vez comienza con su estrofa, al finalizar entra a un bar tecno y en él se encuentra Will.I.Am, entonces los dos salen del pub y se suben a un tipo de nave futurística. Durante el procedimiento del video se encuentran con Apl.De.Ap y Taboo. El video es acompañado con bailarines vestidos de robots parecidos a transformers bailando junto a ellos. Luego en la parte cantada por Apl.de.ap se escuchan ritmos de "Rock That Body". En este vídeo, los Black Eyed Peas son unos salvadores del ritmo quienes con sus pistolas disparan a los ciudadanos y se los contagian, durante el vídeo un robot secuestra a Fergie y Will.I.Am la salva, entonces se produce una disturbi rítmica, finalizando; el robot malo cae al suelo, entonces Fergie despierta, dándose cuenta de que todo había sido un sueño y que se había caído de su moto, sus compañeros de grupo van a ver como está, y ella solamente dice "Tengo la mejor idea para un vídeo", haciendo referencia a su sueño, y el vídeo finaliza.

## Posiciones
| Lista (2009)                         | Mejor posición |
| ------------------------------------ | -------------- |
| Australia (Australian Singles Chart) | 16             |
| Brasil (Brasil Hot 100)              | 1              |
| Canadá (Canadian Hot 100)            | 5              |
| Estados Unidos (Billboard Hot 100)   | 1              |

### Sucesión en listas
| Predecesor: "Tik Tok" de Kesha            | Billboard Hot 100 - Sencillo N° 1 6 de marzo de 2010 - 19 de marzo de 2010     | Sucesor: "Break Your Heart" de Taio Cruz con Ludacris     |
| Predecesor: "Pyramid" de Charice con Iyaz | U.S Hot Dance Club Songs Sencillo N° 1 29 de mayo de 2010 - 4 de junio de 2010 | Sucesor: "Dust In Gravity" de Delerium con Kreesha Turner |